# William José Assis Silva
William José Assis Silva, conhecido como William, (Mariana, 25 de junho de 1933 – Belo Horizonte, 9 de junho de 2024) foi um ex-futebolista brasileiro que atuava como zagueiro.
Começou sua carreira no Atlético Mineiro em 1954 e passou dez anos no clube, conquistando vários campeonatos mineiros, e sendo um dos jogadores que mais vestiu a camisa do Galo. 
Durante sua passagem no clube, foi convocado para a Seleção Brasileira na disputa do Campeonato Sul-Americano de 1963. 
Após sair do Atlético, teve uma passagem importante pelo maior rival do Galo, o Cruzeiro, onde fez dupla de zaga com Procópio e venceu o Campeonato Brasileiro de 1966. Ainda teve rápidas passagens pelo America e Villa Nova. Atualmente, vive em Belo Horizonte.

## Morte
William faleceu em 9 de junho de 2024 em Belo Horizonte, por complicações após uma queda. Foi sepultado no Cemitério Bosque da Esperança, na capital mineira.

## Títulos
Atlético-MG
- Campeonato Mineiro: 1955, 1956, 1958, 1962 e 1963
- Copa Belo Horizonte: 1959

Cruzeiro
- Campeonato Mineiro: 1966
- Campeonato Brasileiro: 1966